# Kodoku no kake
Kodoku no kake (孤独の賭け?) è una serie televisiva giapponese del 2007.

## Trama
Teijiro Chigusa è un uomo d'affari che cela mediante il proprio successo lavorativo un profondo vuoto esistenziale e una lacerante solitudine, accentuatasi da quando suo padre si suicidò in circostanze mai del tutto chiarite. L'incontro con la scaltra Momoko, progettista di una compagnia di moda, scopre che la società in cui lavora sta per fallire, ed elabora un piano per impadronirsi di un'ingente quantità di denaro con la collaborazione di Teijiro.